# Glypta tetonia
Glypta tetonia là một loài tò vò trong họ Ichneumonidae.